# Беднарж, Владимир
Владимир Беднарж (чеш. Vladimír Bednář, 1 октября 1948, Бероун, Чехословакия) — чехословацкий хоккеист защитник. Чемпион мира 1972 года, бронзовый призёр зимних Олимпийских игр в Саппоро 1972 года.

## Биография
Владимир Беднарж почти всю свою карьеру провёл в чемпионате Чехословакии, играя за команду «Шкода Пльзень». Два сезона он отыграл за армейский клуб «Дукла Йиглава», в её составе дважды стал чемпионом Чехословакии. В конце карьеры он играл в Норвегии за «Стьернен» и в Югославии за «Партизан».
Выступал за сборную Чехословакии. В 1972 году выиграл золото чемпионата  мира в Праге и стал бронзовым призёром Олимпийских игр в Саппоро. Был пятым защитником на этих турнирах, основные две пары в обороне сборной Чехословакии 1970-х годов составляли Ян Сухи с Йозефом Горешовски и Олдржих Махач с Франтишеком Поспишилом.
Мог добиться больших успехов в своей карьере, если бы не серьезная травма правого глаза в результате попадания шайбы в глаз во время тренировки в Пльзени. Это произошло 22 ноября 1972 года. Беднарж перенёс серию операций, но зрение на правый глаз полностью так и не восстановилось. Это впоследствии сказалось на его игре.
3 ноября 2016 года был принят в Зал славы чешского хоккея.
После окончания игровой карьеры работал тренером клубов: «Пльзень» (1993-94, ассистент), юниорская сборная Чехии (1997-98), юниорская команда ХК «Карловы-Вары» (2002-04), юниорская команда ХК «Пльзень» (2004-05), молодёжная сборная Чехии (2006-07), юниорская команда ХК «Слован Усти-над-Лабем» (2006-07), «Бероуншти Медведи» (2007-08).

## Достижения
- Чемпион мира и Европы 1972
- Бронзовый призёр Олимпийских игр 1972
- Бронзовый призёр чемпионатов мира и Европы 1969 и 1970
- Чемпион Чехословакии 1968 и 1969
- Чемпион Европы среди юниоров 1968

## Статистика
- Чемпионат Чехословакии — 426 игр, 89 шайб
- Сборная Чехословакии — 65 игр, 3 шайбы
- Всего за карьеру — 491 игра, 92 шайбы